# Родіонов Віталій Вікторович
Віталій Вікторович Родіонов (біл. Віталь Віктаравіч Радзівонаў; нар. 11 грудня 1981, Вітебськ) — білоруський футболіст, що грав на позиції нападника, зокрема за БАТЕ і національну збірну Білорусі.

## Клубна кар'єра
Народився 11 грудня 1981 року в місті Вітебськ. Вихованець футбольної школи клубу «Локомотив» (Вітебськ). 
Дорослу футбольну кар'єру розпочав 2001 року в основній команді того ж клубу, в якій провів два сезони, взявши участь у 49 матчах чемпіонату. Більшість часу, проведеного у складі вітебського «Локомотива», був основним гравцем атакувальної ланки команди.
Своєю грою за цю команду привернув увагу представників тренерського штабу клубу «Торпедо» (Жодіно), до складу якого приєднався на початку 2003 року. Відіграв за жодінських «автозаводців» наступні три сезони своєї ігрової кар'єри. Граючи у складі «Торпедо» також здебільшого виходив на поле в основному складі команди і був одним з головних бомбардирів команди, маючи середню результативність на рівні 0,37 голу за гру першості.
До складу БАТЕ приєднався 2005 року, разом з яким здобув низку титулів на національній арені, а також брав участь у матчах єврокубків. В сезоні 2008 року став найкращим бомбардиром білоруського чемпіонату та був визнаний його найкращим гравцем.
Протягом 2009 року на правах оренди захищав кольори німецького «Фрайбурга», за який встиг відіграти 12 матчів в національному чемпіонаті, проте так і не закріпився в команді і повернувся в БАТЕ. Решту своєї ігрової кар'єри провів у борисовському клубі, який протягом 2010-х років домінував у білоруському футболі. Загалом за роки виступів за БАТЕ одинадцять разів ставав чемпіоном Білорусі. У 2013 і 2016 роках ще двічі ставав найкращим бомбардиром білоруської футбольної першості.
Після сезону 2017 року 36-річний нападник оголосив про завершення ігрової кар'єри.

## Виступи за збірні
Протягом 2002–2005 років захищав кольори молодіжної збірної Білорусі.
22 серпня 2007 року дебютував в офіційних матчах у складі національної збірної Білорусі в товариському матчі зі збірною Ізраїлю, який завершився перемогою білорусів з рахунком 2-1, а Родіонов вийшов з початку другого тайму. 
Протягом одинадцяти років провів у формі головної команди країни 47 матчів, забивши 10 голів.

## Досягнення
- Чемпіон Білорусі (11):

БАТЕ: 2006, 2007, 2008, 2009, 2010, 2011, 2012, 2013, 2014, 2015, 2016
- Володар Кубка Білорусі (3):

БАТЕ: 2005-06, 2009-10, 2014-15
- Володар Суперкубка Білорусі (7):

БАТЕ: 2010, 2011, 2013, 2014, 2015, 2016, 2017

### Індивідуальні
- Найкращий бомбардир чемпіонату Білорусі: 2008, 2013, 2016
- Найкращий футболіст чемпіонату Білорусі: 2008, 2013
- Найкращий нападник чемпіонату Білорусі: 2010, 2011, 2012, 2013